# Clinanthus elwesii
Clinanthus elwesii là một loài thực vật có hoa trong họ Amaryllidaceae. Loài này được (Baker) Meerow mô tả khoa học đầu tiên năm 2000.